# Hilmar Mückenberger

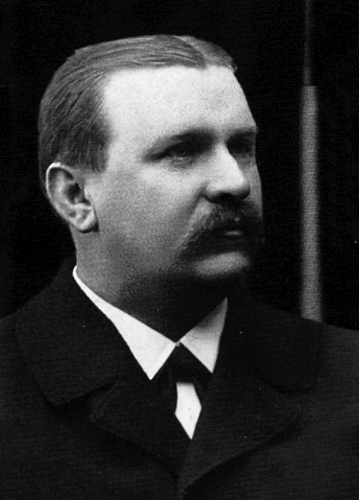
Hilmar Mückenberger (um 1900)

Hilmar Mückenberger (* 26. Januar 1855 in Eibenstock; † 14. Mai 1937 in Plauen) war ein vogtländisch-erzgebirgischer Volksmusiker und Komponist. Sein Lied: Mei Vogtland is doch wunersche wurde zu einer Art Nationalhymne des Vogtlandes, ähnlich dem Vuglbärbaam von Max Schreyer im Erzgebirge.

## Leben

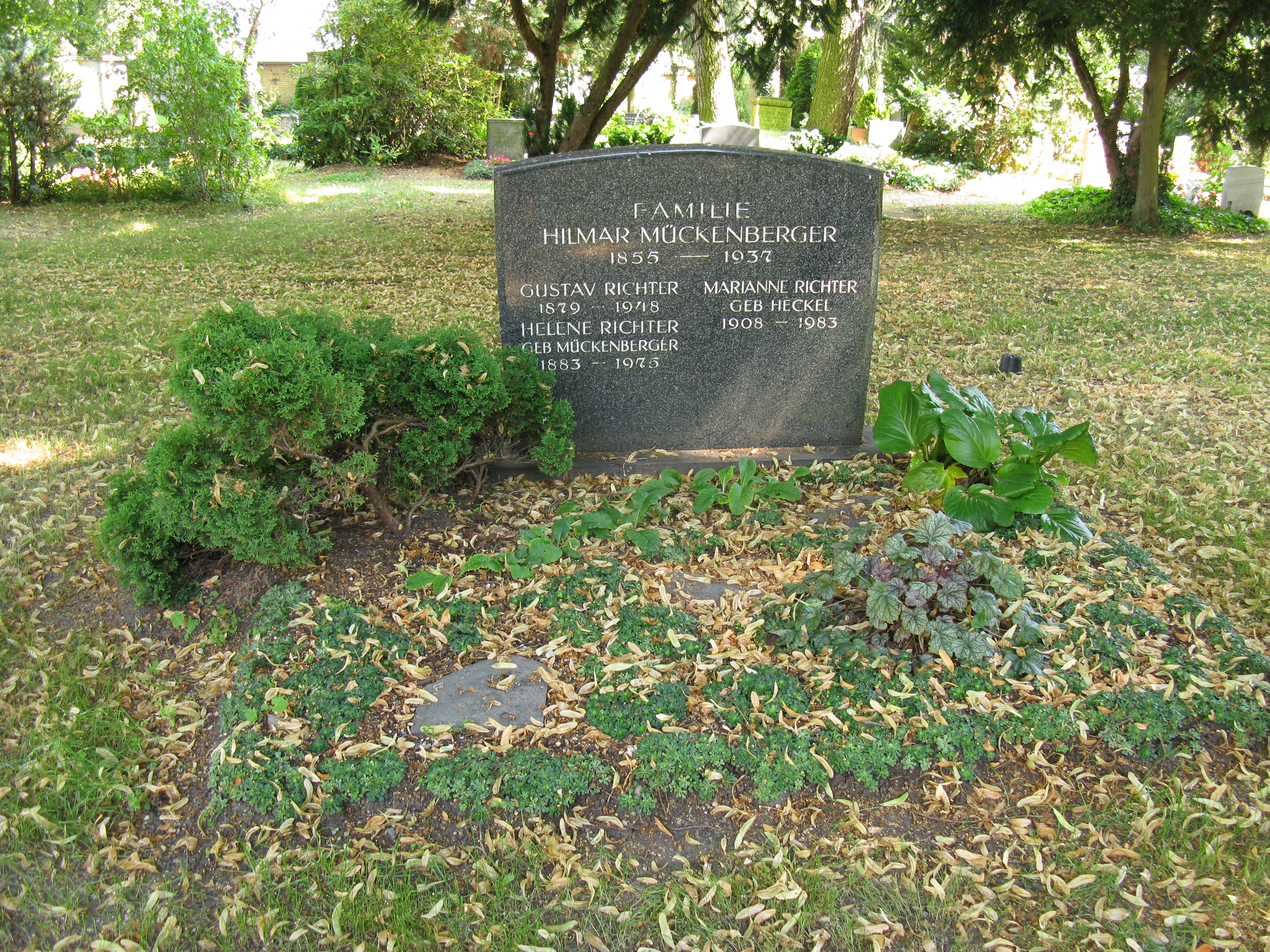
Das Grab von Hilmar Mückenberger auf dem Friedhof I in Plauen (Juli 2013)

Der im Erzgebirge geborene Mückenberger war nach seiner Schulzeit Musikantenlehrling in Kirchberg. Dort komponierte er als 16-Jähriger den Kirchberger Schützen-Marsch. 1876 ging er als Musiker nach Plauen im Vogtland, wurde Mitglied der Stadtkapelle. Bis zu seinem Tod lebte er – mit einer kurzen Unterbrechung während seines Militärdienstes als Oboist bei der von Adolf Boettge geleiteten Regimentskapelle der Karlsruher Leibgrenadiere – in der „Hauptstadt“ des sächsischen Vogtlandes, erst als Musiker, dann als Gastwirt. Mückenberger leitete den „Bürgergarten“ in der Annenstraße (1894 bis 1904). In dieser Zeit schrieb er seine lustigsten Lieder. Mückenberger verteilte dort handschriftliche Noten und Texte zu seinen Liedern, die er auf dem Klavier selbst begleitete. Später gab Mückenberger das Gastwirtschaftsgewerbe auf und wurde Verleger seiner eigenen Werke. Das Lokal wurde bei den Bombenangriffen des Zweiten Weltkriegs zerstört.
Seine Heimatstadt Plauen widmete Mückenberger in der Siedlung Neundorf eine Straße. Sein Grab auf dem Friedhof I steht unter Denkmalschutz.

## Werke

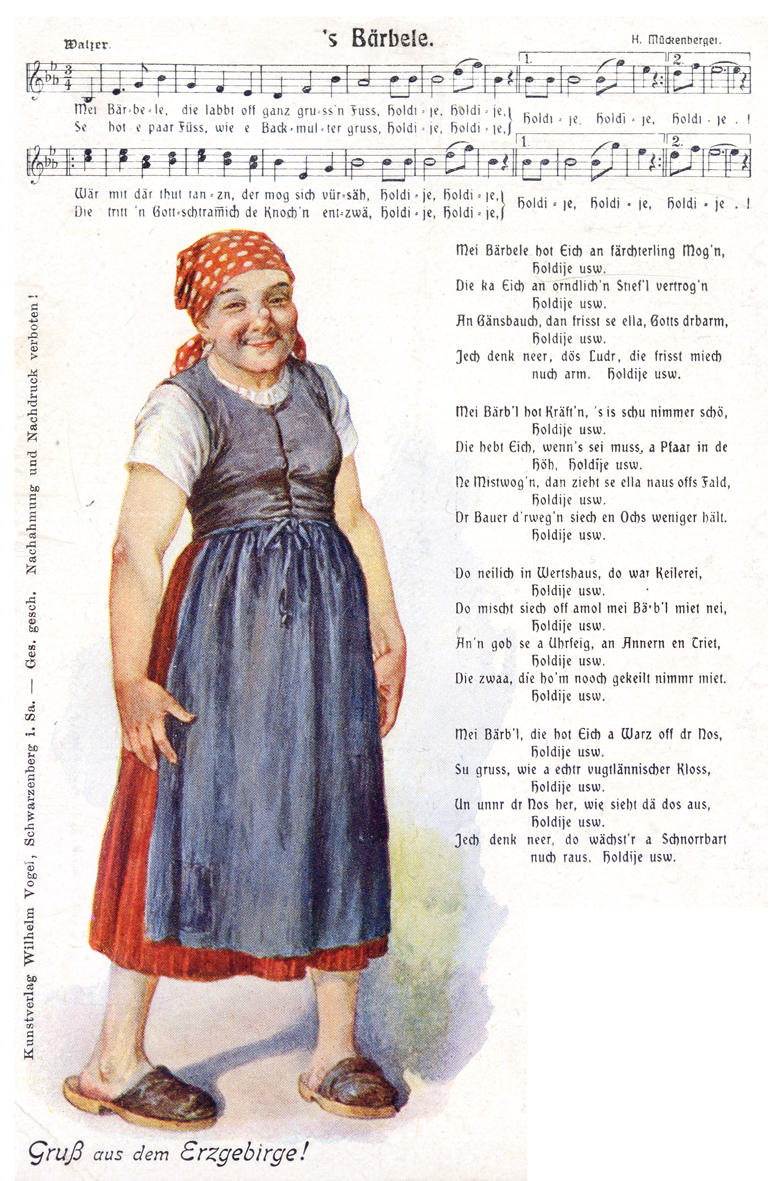
Mückenbergers erste Karte 1899 im Verlag Wilhelm Vogel
's Bärbele.

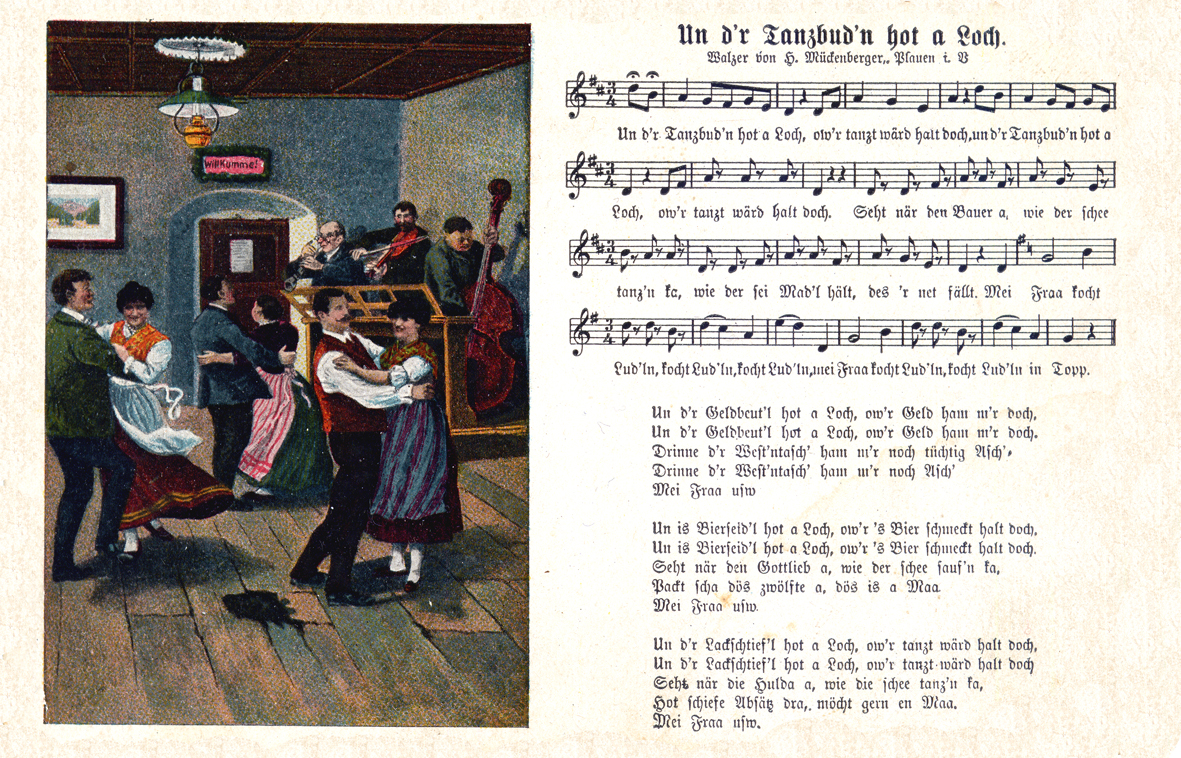
Liedpostkarte um 1910
Un d'r Tanzbud'n hot a Loch.

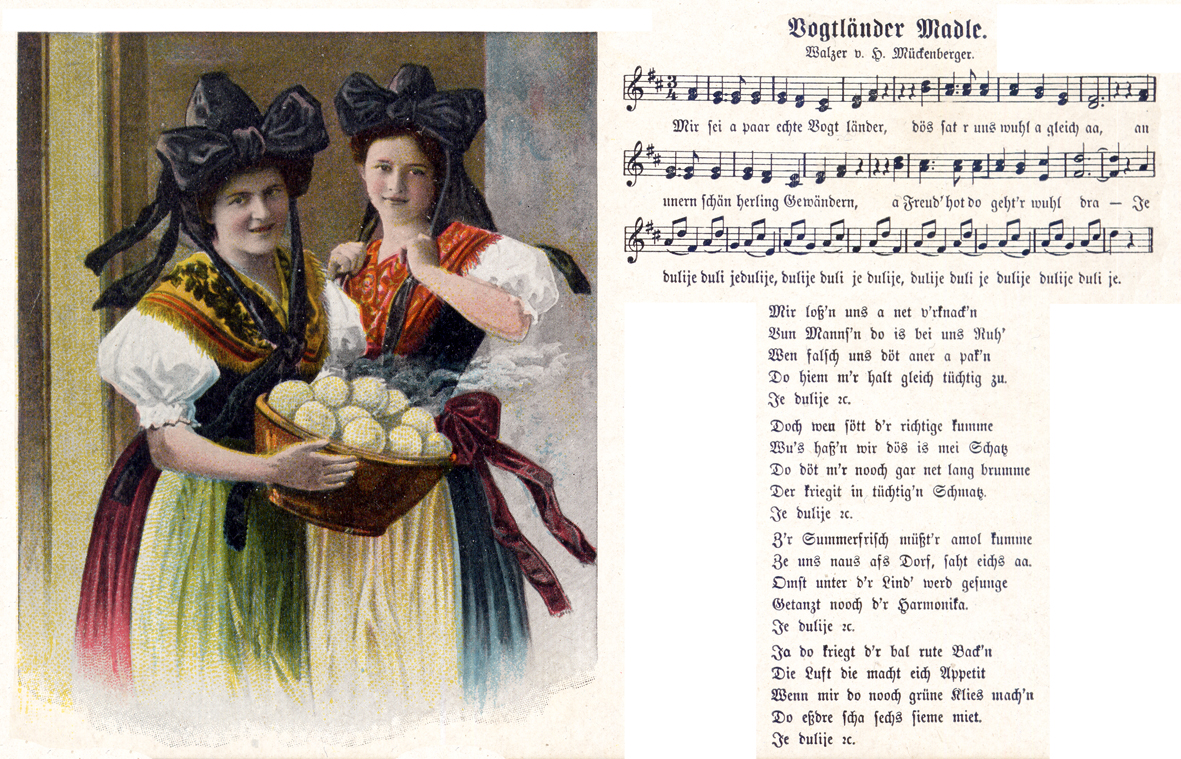
Liedpostkarte um 1910
Vogtländer Madle.

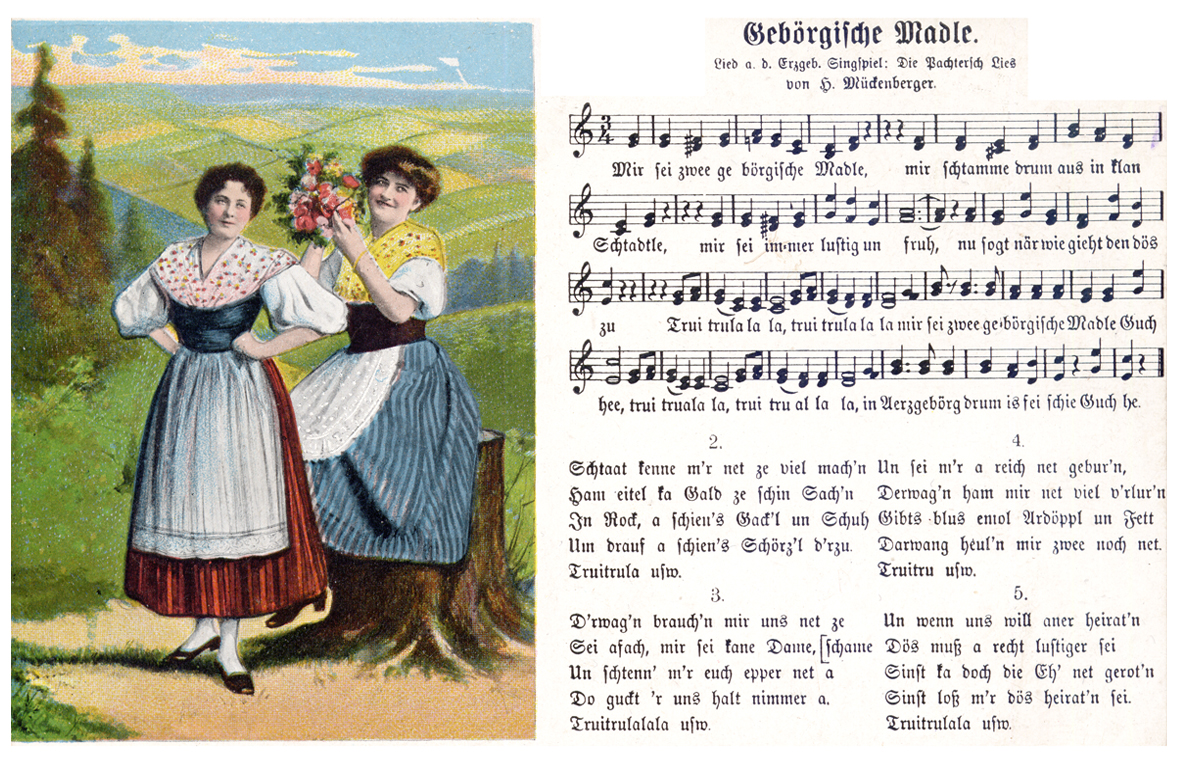
Liedpostkarte um 1910
Lied a. d. Erzgeb. Singspiel: Die Bachtersch Lies: Gebörgische Madle.

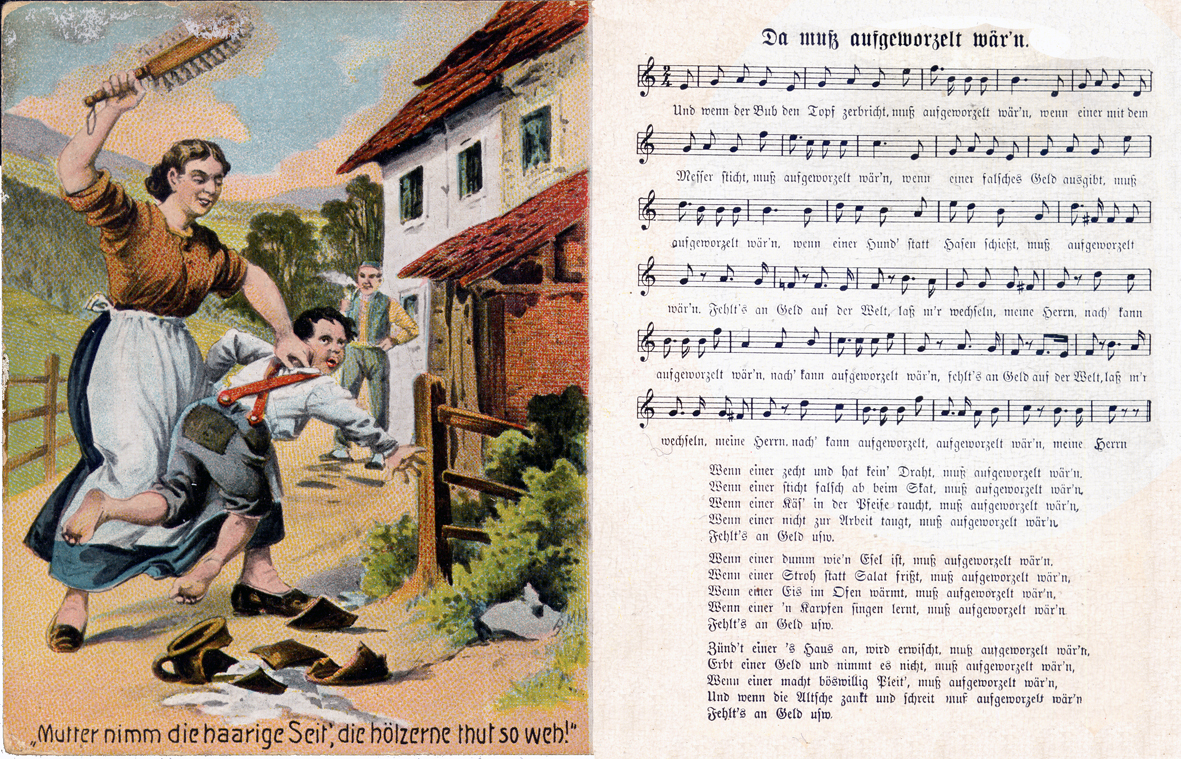
Liedpostkarte um 1910
Da muß aufgeworzelt wär'n.

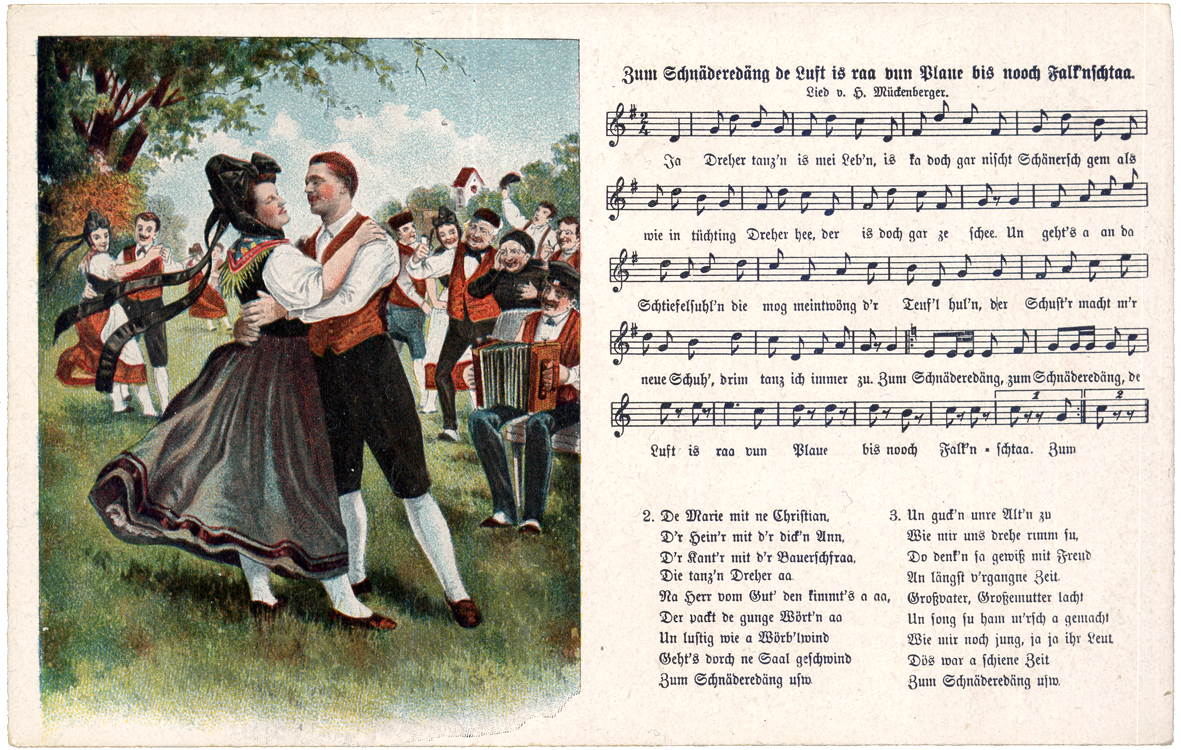
Liedpostkarte um 1910
Zum Schnäderedäng de Luft is raa vun Plaue bis nooch Falk'nschtaa

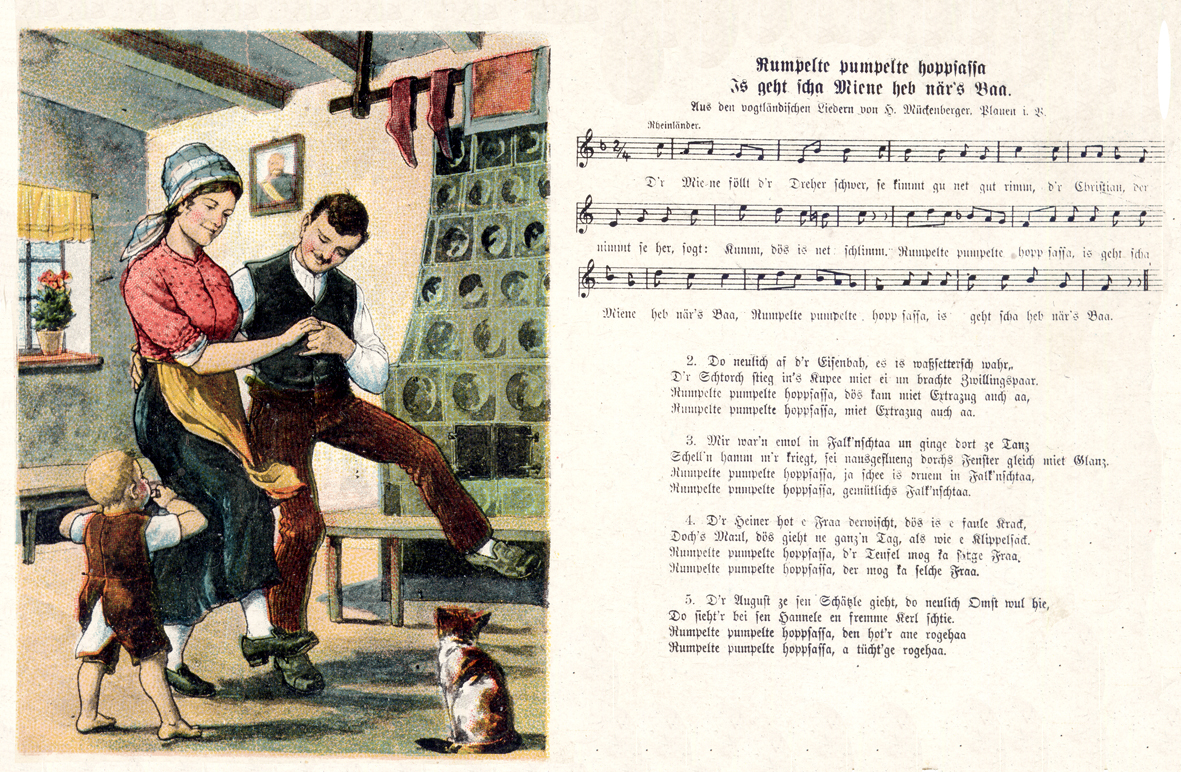
Liedpostkarte um 1910
Rumpelte pumpelte hoppsassa – Is geht scha Miene heb när's Baa.

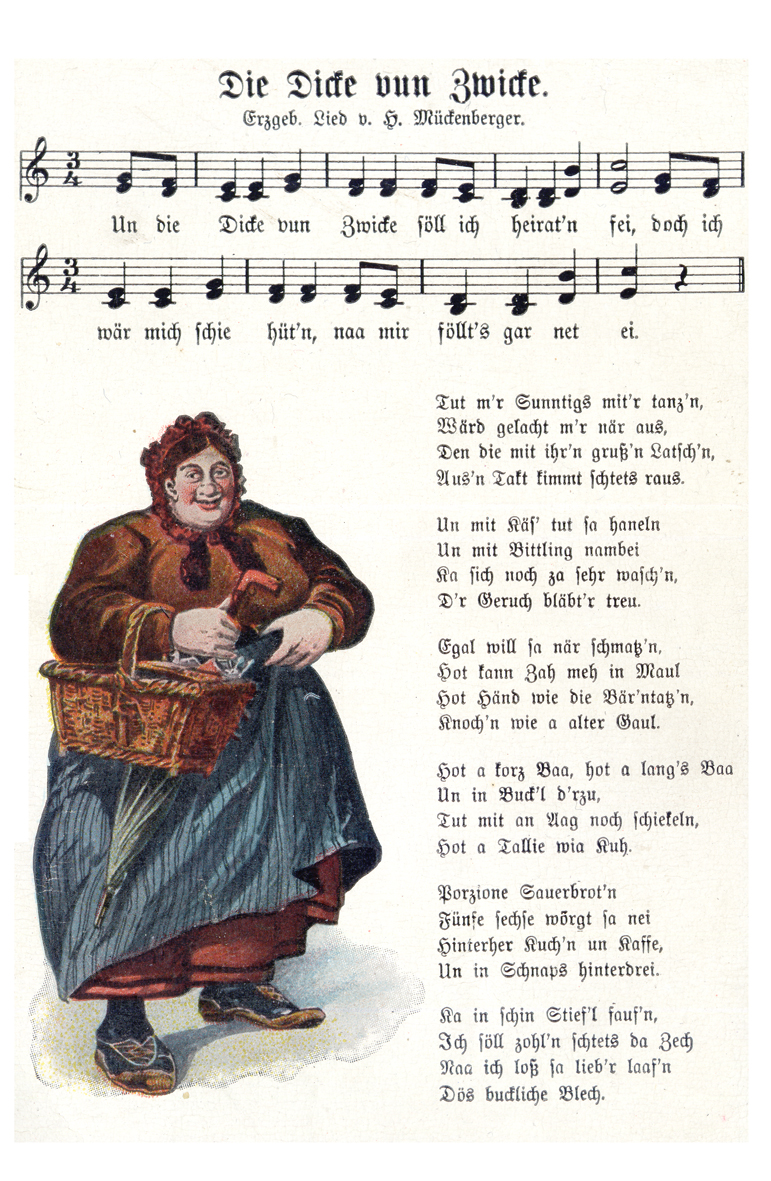
Liedpostkarte im Eigenverlag
um 1910
Die Dicke vun Zwicke.

Als Gastwirt begann Hilmar Mückenberger erste lustige Lieder zu schreiben und auf Zetteln an seine Gäste zu verteilen. Bald kam er auf die Idee, wie Anton Günther und Hans Soph seine Lieder auf Postkarten zu vertreiben. Bis 1935 sind 37 Liedpostkarten erschienen. Es ist anzunehmen, dass keine weiteren in den verbleibenden zwei Lebensjahren hinzu kamen.
Die erste Karte ’s Bärbele erschien um 1900 im Kunstverlag Wilhelm Vogel, Schwarzenberg i. Sa. in einer Liedpostkartenserie verschiedener Autoren.
Vermutlich ab 1910 brachte Mückenberger im Eigen- bzw. Selbstverlag Liederkartenverlag H. Mückenberger, Plauen i. V. wohl weitere 36 verschiedene Karten eigener Lieder mit Notenbild und fremden Farbcollagen heraus, was zur raschen Verbreitung seiner Lieder führte. Allerdings war die Bebilderung umstritten. Die farbigen Bilder – oft bis auf einzelne Gesichter stark überzeichnete Schwarz-Weiß-Fotografien – wurden von Kritikern als geschmacklos, gar minderwertig bezeichnet, obwohl sie außergewöhnlich originell waren und guten Absatz fanden. Der Verlag saß in der Reißiger Straße 31 in Plauen, vermutlich der damaligen Wohnadresse Mückenbergers. Außerdem vertrieb Mückenberger dort Noten für Gitarre-, Klavier- und Zitherbegleitung in Notenheften und schrieb eine ganze Reihe Musikstücke für Orchester.
Eine Reihe seiner Lieder erschien auch auf Schellack-Platten.
Mückenberger gründete 1878 in Plauen auch eine Sing- und Spielschar, den Verein „Klimperkasten“, für den er 12 Theaterstücke in vogtländischer (einige in erzgebirgischer) Mundart mit Gesangseinlagen schrieb. Die Theaterstücke, eigentlich Singspiele mit vier bis fünf Akten, waren zu Mückenbergers Lebzeiten nur handschriftlich vorhanden und wurden von ihm persönlich verliehen. Nach Mückenbergers Angaben waren bis 1933 das Mühlchristel mit 135 und Der Quarkbauer oder Manöver im Vogtland mit 128 Aufführungen die Renner.

## Das Vogtlandlied
Die heimliche Hymne des Vogtlandes ist das Lied Dort wu duochs Land die Elster fließt. (Mei Vogtland is doch wunersche) von Hilmar Mückenberger. Es entstammt dem Singspiel die Mühl-Christl, das wohl um 1880 entstand:
Dort wu dorchs Land die Elster fließt,

dort sei mer her, ihr Leut,

mei Vogtland sei vielmals gegrüßt

du bist mei Stolz mei Freud !

Mei Vogtland is doch wunersche,

is tut nischt übersch Vogtland geh!

## Lieder auf Liedpostkarten
Bei den Liedpostkarten unterschied Mückenberger in typische vogtländische Weisen sowie erzgebirgische und hochdeutsche Lieder. Zudem erschienen im Ersten Weltkrieg einige Kriegs- und Soldatenlieder.
Die genau Zahl der Karten und die Erscheinungsfolge bleibt unbekannt, da die Veröffentlichungen nicht nummeriert wurden.

In offiziellen Publikationen wie „Kalender für das Erzgebirge und das übrige Sachsen“, 1936; Seite 32 und im „Glückauf!“ des Erzgebirgsvereins von 1937 ist niedergeschrieben: „bis 1935 erschienen 35 Karten in Mückenbergers Eigenverlag“. Dies scheint nicht ganz richtig, denn allein in dieser Aufstellung sind es inzwischen 37 Liedpostkarten.

Möglicherweise herauszurechnen gingen eine Karte in zwei Versionen * und eine Karte die ausschließlich im Fremdverlag **.

### Liste aller erschienenen Lied(er)postkarten (34 Karten)
(jeweils in Originalschreibweise wie auf den Karten)

(* Zum Schnäderedäng de Luft is raa… erschien in zwei Versionen); ** ’s Bärbele. erschien nur im Kunstverlag Wilhelm Vogel, Schwarzenberg
- ’s Bärbele**
- Lied a. d. vogtl. Singspiel: Die Mühl-Christl: Mei Vogtland is doch wunersche.
 auch als Dort wu dorchs Land die Elster fließt. (vogtländisch)
- Der Mühlenbach. Lied a. d. Mühl-Christl (hochdeutsch)
- Vogtländische Rundas a. d. Singspiel: Die Mühl-Christl. (vogtländisch)
- Der Zipfelsgörg. Aus den lustigen vogtl. Liedern, Heft 1 (vogtländisch)
 Zwei Versionen: vor 1905 D’r Zipfelsgörg. ohne Verlagsangabe und ohne Noten, dafür Hinweis: „Für Klavier mit Text nebst noch 8 Liedern 60 Pf, H. Mückenberger, Plauen i/V.“ – Zweite Version ab um 1910: leicht verändertes Bild, mit Noten und Verlagsangabe auf der Rückseite
- Die Dicke vun Zwicke. Erzgeb. Lied (erzgebirgisch)
- Da muß aufgeworzelt wär’n. (hochdeutsch)
- Das Waisenkind. Erzgebirgisches Lied (erzgebirgisch)
- Un d’r Tanzbud’n hot a Loch. (vogtländisch)
- Ach hätt’ ich das früher gewußt. (hochdeutsch)
- Vogtländer Madle. (vogtländisch)
- Zum Schnäderedäng de Luft is raa vun Plaue bis nooch Falk’nstaa. * (vogtländisch)
- Zum Schnäderedäng de Luft is raa vun Reich’nbach bis nooch Falk’nstaa. * (vogtländisch)
- Gebörgische Madle. Lied a. d. Erzgeb. Singspiel Die Pachtersch Lies:
- Der lustige Schtöckmacher. Lied a. d. erzgeb. Singspiel Die Pachtersch-Lies (erzgebirgisch)
- Rumpelte pumpelte hoppsassa – Is geht scha Miene heb när's Baa. Aus den vogtländischen Liedern (vogtländisch)
- Ein Liedlein für das Brautpaar. (hochdeutsch)
- Spinnlied. aus dem vogtl. Schauspiel Spätes Glück (hochdeutsch)
- Wu is denn schäner wie in d’r Hamit! Vogtl. Lied aus dem Lustspiel Manöver im Vogtland (vogtländisch)
- Jung gefreit, hatt nie gereut. Lied aus dem Singspiel Manöver im Vogtland
- Schmatzlied.
- Drum an Auerschbarg. Lied a. d. Erzgeb. Singspiel Die Pachtersch Lies (erzgebirgisch)
- Gruß aus dem Reußenland. Walzerlied (hochdeutsch)
- Finkenlied. Aus dem vogtländischen Volksstück Die Rose von Falkenstein (vogtländisch)
- Plau’n bleibt Plau’n. (hochdeutsch)
- Weihnachtslied. (hochdeutsch)
- Ritz, Ratz, Rimm. Lied aus den lustigen Vogtl. Liedern, Heft 4 (vogtländisch)
- Treue Liebe. Lied a. d. Mühl-Christ'l
- Bergmannsglück. (erzgebirgisch)
- Lieben – Trinken – Singen Walzerlied (hochdeutsch)
- Das Faulenzerlied (hochdeutsch)
- Die Liebe, die Liebe – wer hat denn die erdacht. (hochdeutsch)
- Mei Eimschtock! (erzgebirgisch)
- Kronquell-Lied (hochdeutsch) Werbe-Lied für die Brauerei Ed. Wetzstein, Oelsnitz i. V. – auf der Karte in der Schreibweise Ölsnitz i.V

### Soldatenlieder auf Liedpostkarten (3 Karten)
(jeweils in Originalschreibweise wie auf den Karten):
- ’s Hamweh.
- An der Elbe Soldatenlied aus dem Schauspiel Die Franktireurs (hochdeutsch)
- Die Soldatenkarline Lied aus dem Schauspiel Die Franktireurs (hochdeutsch)

## Weitere Lieder
Diese Lieder tauchen in Veröffentlichungen und als Notenblätter auf
- Dös denkt mer a net. (1883, Humor-Marsch)
- Die zwei alten Junggesellen.  (1888, Humoristische Polka)
- Es ist schon oft passiert: „Frau Katarin schickt ihren Mann, o Graus“. (1892, Couplet für zwei Männerstimmen)
- Parkfestmarsch. (1911, Lied für das Lengefelder Parkfest)
- Bockbierlied.
- De Schtämlersch Karline.
- Kärmiß-Walzer.
- E Kärmißgeschicht.
- Bing, bing, bing, bing.
- Host du mein Lieb und mein lob net geseh'.
- Die schwarze Karoline.
- E lustigs Lied'l.
- Die neue Steuer.
- Den lieben Eltern zur silbernen Hochzeit.
- Rundas a. d. vogtl. Lustspiel: Der Quarkbauer
- Frühlingslied.

## Notenblätter

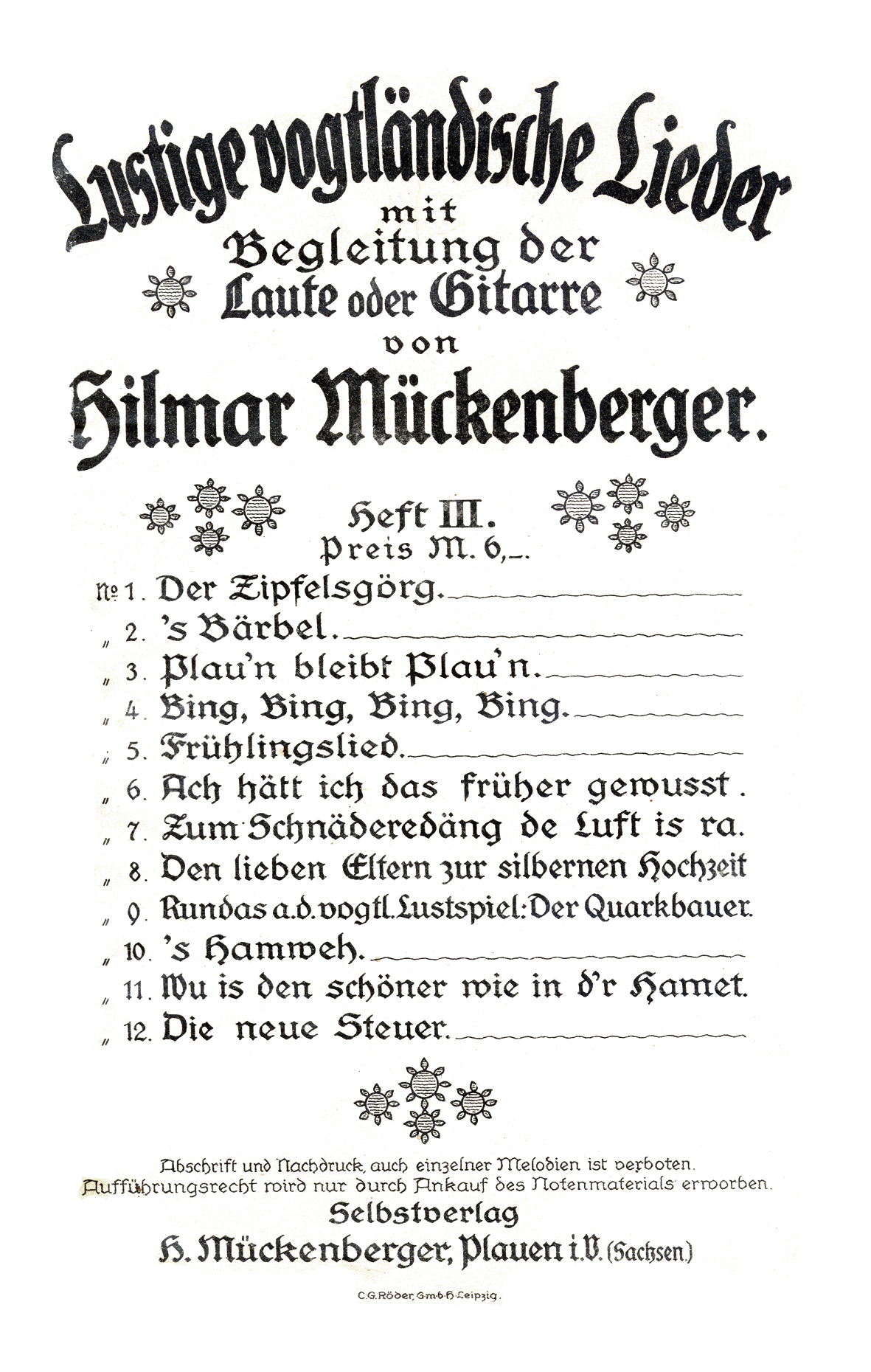
Notenheft vermutlich 1915

Neben einzelnen Notenblättern, die Hilmar Mückenberger ab etwa 1910 im Eigenverlag vertrieb, erschienen etwa 1915 nacheinander bis 1918 drei Notenhefte unter dem Namen Lustige Erzgebirgische Lieder in den drei Versionen „mit Begleitung der Laute oder Gitarre“, „mit Klavier“ und „mit Begleitung der Zither“. Sie enthielten eine unterschiedliche Anzahl an Liedern und kosteten jeweils 6 Mark.
Einzelne Notenblätter (doppelseitig A4) wurden davor ab 1910 und danach parallel für 1 Mark auch weiterhin vertrieben.

### Bekannte Notenhefte
- Lustige Erzgebirgische Lieder mit Begleitung der Laute oder Gitarre von Hilmar Mückenberger ohne Jahresangabe (ca. 1915), Plauen: Selbstverlag H. Mückenberger, Noten, 27 × 17 cm, 24 Seiten, Heft I, Preis M. 6,–
- Lustige Erzgebirgische Lieder mit Klavier von Hilmar Mückenberger ohne genaue Jahresangabe (wie alle hefte ca. 1915), Plauen: Selbstverlag H. Mückenberger, Noten, 27 × 17 cm, 11 Seiten, Heft II, Preis M. 6,–
- Lustige Erzgebirgische Lieder mit Klavier von Hilmar Mückenberger ohne Jahresangabe (ca. 1918), Plauen: Selbstverlag H. Mückenberger, Noten, 27 × 17 cm, 19 Seiten, Heft III, Preis M. 6,–
- Lustige Erzgebirgische Lieder mit Begleitung der Laute oder Gitarre von Hilmar Mückenberger ohne Jahresangabe (ca. 1915), Plauen i. V.: Selbstverlag H. Mückenberger, Noten, 27 × 17 cm, 24 Seiten, Heft III; Preis M. 6,–[7]

## Tonträger
- Dort wo durchs Land die Elster fließt, CD, Saxonia Verlag, Plauen 2002